# Coppa del Mondo di snowboard 1995
La Coppa del Mondo di snowboard 1996 è stata la prima edizione della manifestazione organizzata dalla Federazione Internazionale Sci e Snowboard; ha avuto inizio il 24 novembre 1994 a Zell am See/Kaprun, in Austria, e si è conclusa il 26 febbraio 1995 a Calgary, in Canada.
Sia in campo maschile che in campo femminile è stata assegnata una coppa per ogni disciplina: parallelo, slalom gigante, slalom e halfpipe.

## Uomini

### Risultati
| Data             | Località           | Nazione     | Spec. | Primo             | Secondo           | Terzo             |
| ---------------- | ------------------ | ----------- | ----- | ----------------- | ----------------- | ----------------- |
| 24 novembre 1994 | Zell am See/Kaprun | Austria     | PSL   | Mathias Behounek  | Rainer Krug       | Mike Jacoby       |
| 26 novembre 1994 | Zell am See/Kaprun | Austria     | GS    | Thedo Remmelink   | Heimo Bär         | Mike Jacoby       |
| 5 dicembre 1994  | Pitztal            | Austria     | GS    | Peter Pechhacker  | Thedo Remmelink   | Damien Vigroux    |
| 6 dicembre 1994  | Pitztal            | Austria     | SL    | Bernd Kroschewski | Mike Jacoby       | Rainer Krug       |
| 13 gennaio 1995  | Les Deux Alpes     | Francia     | GS    | Mike Jacoby       | Peter Pechhacker  | Harald Walder     |
| 14 gennaio 1995  | Les Deux Alpes     | Francia     | PSL   | Damien Vigroux    | Ivo Rudiferia     | Thomas Prugger    |
| 20 gennaio 1995  | San Candido        | Italia      | HP    | Lael Gregory      | Ivan Zeller       | Ross Powers       |
| 20 gennaio 1995  | San Candido        | Italia      | GS    | annullata         | annullata         | annullata         |
| 21 gennaio 1995  | San Candido        | Italia      | PSL   | Bernd Kroschewski | Thedo Remmelink   | Ivo Rudiferia     |
| 22 gennaio 1995  | San Candido        | Italia      | SL    | Thedo Remmelink   | Elmar Messner     | Peter Pichler     |
| 28 gennaio 1995  | Hindelang-Oberjoch | Germania    | PSL   | Mathias Behounek  | Mike Jacoby       | Maxence Idesheim  |
| 29 gennaio 1995  | Hindelang-Oberjoch | Germania    | GS    | Rupert Wallinger  | Peter Pechhacker  | Harald Walder     |
| 2 febbraio 1995  | Alts               | Giappone    | GS    | Steve Persons     | Mike Kildevæld    | Thedo Remmelink   |
| 3 febbraio 1995  | Alts               | Giappone    | HP    | Ross Powers       | Lael Gregory      | Brian Savard      |
| 8 febbraio 1995  | Monte Bachelor     | Stati Uniti | GS    | Mike Kildevæld    | Steve Persons     | Mike Jacoby       |
| 9 febbraio 1995  | Monte Bachelor     | Stati Uniti | SL    | Mike Kildevæld    | Rainer Krug       | Stefan Kaltschütz |
| 10 febbraio 1995 | Monte Bachelor     | Stati Uniti | HP    | Lael Gregory      | Ross Powers       | Ivan Zeller       |
| 14 febbraio 1995 | Breckenridge       | Stati Uniti | GS    | Steve Persons     | Peter Pechhacker  | Mike Jacoby       |
| 15 febbraio 1995 | Breckenridge       | Stati Uniti | SL    | Ivo Rudiferia     | Steve Persons     | Peter Pichler     |
| 16 febbraio 1995 | Breckenridge       | Stati Uniti | HP    | Lael Gregory      | Ross Powers       | Ivan Zeller       |
| 23 febbraio 1995 | Calgary            | Canada      | GS    | Mike Jacoby       | Damien Vigroux    | Thedo Remmelink   |
| 24 febbraio 1995 | Calgary            | Canada      | SL    | Steve Persons     | Thedo Remmelink   | Peter Pichler     |
| 25 febbraio 1995 | Calgary            | Canada      | PSL   | Brad Zapisocki    | Stefan Kaltschütz | Mike Jacoby       |
| 26 febbraio 1995 | Calgary            | Canada      | HP    | Lael Gregory      | Ross Powers       | Björn Leines      |

Legenda:

PSL = Slalom parallelo

SL = Slalom

GS = Slalom gigante

HP = Halfpipe

### Classifiche

#### Parallelo
| Pos. | Nome              | Nazione     | Punti |
| ---- | ----------------- | ----------- | ----- |
| 1    | Mike Jacoby       | Stati Uniti | 2690  |
| 2    | Mathias Behounek  | Germania    | 2520  |
| 3    | Rainer Krug       | Germania    | 2300  |
| 4    | Thedo Remmelink   | Paesi Bassi | 2126  |
| 5    | Bernd Kroschewski | Germania    | 1760  |

#### Slalom
| Pos. | Nome            | Nazione     | Punti |
| ---- | --------------- | ----------- | ----- |
| 1    | Peter Pichler   | Italia      | 2610  |
| 2    | Thedo Remmelink | Paesi Bassi | 2490  |
| 3    | Rainer Krug     | Germania    | 2420  |
| 4    | Steve Persons   | Stati Uniti | 2410  |
| 5    | Mike Jacoby     | Stati Uniti | 2210  |

#### Slalom gigante
| Pos. | Nome             | Nazione     | Punti |
| ---- | ---------------- | ----------- | ----- |
| 1    | Mike Jacoby      | Stati Uniti | 4811  |
| 2    | Peter Pechhacker | Austria     | 4590  |
| 3    | Thedo Remmelink  | Paesi Bassi | 4210  |
| 4    | Steve Persons    | Stati Uniti | 3956  |
| 5    | Damien Vigroux   | Francia     | 3310  |

#### Halfpipe
| Pos. | Nome               | Nazione     | Punti |
| ---- | ------------------ | ----------- | ----- |
| 1    | Lael Gregory       | Stati Uniti | 4800  |
| 2    | Ross Powers        | Stati Uniti | 4000  |
| 3    | Ivan Zeller        | Svizzera    | 2800  |
| 4    | Dustin del Giudice | Stati Uniti | 1810  |
| 5    | Mike Jacoby        | Stati Uniti | 1602  |

## Donne

### Risultati
| Data             | Località           | Nazione     | Spec. | Prima           | Seconda          | Terza            |
| ---------------- | ------------------ | ----------- | ----- | --------------- | ---------------- | ---------------- |
| 24 novembre 1994 | Zell am See/Kaprun | Austria     | PSL   | Karine Ruby     | Marcella Boerma  | Amalie Kulawik   |
| 26 novembre 1994 | Zell am See/Kaprun | Austria     | GS    | Amalie Kulawik  | Heidi Renoth     | Isabel Zedlacher |
| 5 dicembre 1994  | Pitztal            | Austria     | GS    | Karine Ruby     | Marcella Boerma  | Sondra Van Ert   |
| 6 dicembre 1994  | Pitztal            | Austria     | SL    | Heidi Renoth    | Marcella Boerma  | Alexandra Krings |
| 13 gennaio 1995  | Les Deux Alpes     | Francia     | GS    | Karine Ruby     | Birgit Herbert   | Stacia Hookom    |
| 14 gennaio 1995  | Les Deux Alpes     | Francia     | PSL   | Steffi Prentl   | Manuela Riegler  | Marion Posch     |
| 20 gennaio 1995  | San Candido        | Italia      | HP    | Sabrina Sadeghi | Cammy Potter     | Annemarie Uliasz |
| 20 gennaio 1995  | San Candido        | Italia      | GS    | annullata       | annullata        | annullata        |
| 21 gennaio 1995  | San Candido        | Italia      | PSL   | Marion Posch    | Karine Ruby      | Heidi Renoth     |
| 22 gennaio 1995  | San Candido        | Italia      | SL    | Marcella Boerma | Steffi Prentl    | Karine Ruby      |
| 28 gennaio 1995  | Hindelang-Oberjoch | Germania    | PSL   | Heidi Renoth    | Marion Posch     | Marcella Boerma  |
| 29 gennaio 1995  | Hindelang-Oberjoch | Germania    | GS    | Karine Ruby     | Stacia Hookom    | Amalie Kulawik   |
| 2 febbraio 1995  | Alts               | Giappone    | GS    | Birgit Herbert  | Marion Posch     | Stacia Hookom    |
| 3 febbraio 1995  | Alts               | Giappone    | HP    | Sabrina Sadeghi | Kaori Takeyama   | Annemarie Uliasz |
| 8 febbraio 1995  | Monte Bachelor     | Stati Uniti | GS    | Birgit Herbert  | Karine Ruby      | Sondra Van Ert   |
| 9 febbraio 1995  | Monte Bachelor     | Stati Uniti | SL    | Karine Ruby     | Alexandra Krings | Heidi Renoth     |
| 10 febbraio 1995 | Monte Bachelor     | Stati Uniti | HP    | Sabrina Sadeghi | Cammy Potter     | Annemarie Uliasz |
| 14 febbraio 1995 | Breckenridge       | Stati Uniti | GS    | Karine Ruby     | Alexandra Krings | Heidi Renoth     |
| 15 febbraio 1995 | Breckenridge       | Stati Uniti | SL    | Marcella Boerma | Heidi Renoth     | Sondra Van Ert   |
| 16 febbraio 1995 | Breckenridge       | Stati Uniti | HP    | Sabrina Sadeghi | Annemarie Uliasz | Cammy Potter     |
| 23 febbraio 1995 | Calgary            | Canada      | GS    | Karine Ruby     | Alexandra Krings | Marion Posch     |
| 24 febbraio 1995 | Calgary            | Canada      | SL    | Amalie Kulawik  | Karine Ruby      | Stacia Hookom    |
| 25 febbraio 1995 | Calgary            | Canada      | PSL   | Marion Posch    | Heidi Renoth     | Stacia Hookom    |
| 26 febbraio 1995 | Calgary            | Canada      | HP    | Sabrina Sadeghi | Annemarie Uliasz | Cammy Potter     |

Legenda:

PSL = Slalom parallelo

SL = Slalom

GS = Slalom gigante

HP = Halfpipe

### Classifiche

#### Parallelo
| Pos. | Nome            | Nazione     | Punti |
| ---- | --------------- | ----------- | ----- |
| 1    | Marion Posch    | Italia      | 3400  |
| 2    | Heidi Renoth    | Germania    | 3060  |
| 3    | Marcella Boerma | Paesi Bassi | 2690  |
| 4    | Karine Ruby     | Francia     | 2620  |
| 5    | Steffi Prentl   | Germania    | 2230  |

#### Slalom
| Pos. | Nome             | Nazione     | Punti |
| ---- | ---------------- | ----------- | ----- |
| 1    | Marcella Boerma  | Paesi Bassi | 3520  |
| 2    | Heidi Renoth     | Germania    | 3010  |
| 3    | Karine Ruby      | Francia     | 2980  |
| 4    | Amalie Kulawik   | Germania    | 2440  |
| 5    | Alexandra Krings | Austria     | 2400  |

#### Slalom gigante
| Pos. | Nome             | Nazione     | Punti |
| ---- | ---------------- | ----------- | ----- |
| 1    | Karine Ruby      | Francia     | 6480  |
| 2    | Amalie Kulawik   | Germania    | 3990  |
| 3    | Alexandra Krings | Austria     | 3710  |
| 4    | Birgit Herbert   | Austria     | 3680  |
| 5    | Stacia Hookom    | Stati Uniti | 3550  |

#### Halfpipe
| Pos. | Nome             | Nazione     | Punti |
| ---- | ---------------- | ----------- | ----- |
| 1    | Sabrina Sadeghi  | Stati Uniti | 4800  |
| 2    | Annemarie Uliasz | Stati Uniti | 4000  |
| 3    | Cammy Potter     | Stati Uniti | 2800  |
| 4    | Stacia Hookom    | Stati Uniti | 1810  |
| 5    | Listle Stokstad  | Stati Uniti | 1602  |